# Benavides, Texas
Benavides är en ort i Duval County i Texas. Orten har fått namn efter ranchägaren Plácido Benavides. Vid 2010 års folkräkning hade Benavides 1 362 invånare.